# فرودگاه آباده
فرودگاه شهدای آباده فرودگاهی در شمال استان فارس در ۲۰ کیلومتری جنوب شهر آباده بین بیدک و سورمق قرار دارد. این فرودگاه هنوز به بهره‌برداری نرسیده است و در حال حاضر در مراحل ساخت و تکمیل قرار دارد.

## تاریخچه و طراحی
فرودگاه آباده از سال ۱۳۷۴ با اختصاص زمینی به مساحت ۲۵۷ هکتار برای هواپیماهای ایرباس ۳۲۰ با ظرفیت ۱۵۰ مسافر و فوکر ۱۰۰ با ظرفیت ۱۰۷ مسافر طراحی شده بود. با این حال، به دلیل عدم تأمین اعتبار کافی، این اهداف به طور کامل محقق نشدند و تنها باند و آسفالت اولیه فرودگاه با هزینه‌ای بالغ بر یک میلیارد تومان تکمیل شد.
طبق اعلام مسئولان، از سال ۱۴۰۳ تکمیل باند فرودگاه، ساخت دیوار حفاظتی، ایجاد جاده‌های گشتی و دسترسی، و طراحی ترمینال در دستور کار شرکت فرودگاه‌های کشور قرار گرفته است. 
بر اساس اطلاعات موجود، پیش‌بینی می‌شود که فرودگاه شهدای آباده تا سال ۱۴۰۶ به بهره‌برداری کامل برسد.

## بودجه و تأمین اعتبار
بر اساس لایحه بودجه ۱۴۰۳ کل کشور، نیمی از منابع مالی مورد نیاز این پروژه از محل بودجه عمومی دولت و نیمی دیگر از اعتبارات شرکت فرودگاه‌ها تأمین خواهد شد. در مجموع، ۲۹۳ میلیارد و ۲۰۰ میلیون تومان برای این پروژه اختصاص یافته است که شامل ۱۴۶ میلیارد و ۶۰۰ میلیون تومان از بودجه دولتی و همین مقدار از منابع شرکت فرودگاه‌ها می‌شود.

## مناقشه بر سر نام‌گذاری فرودگاه
از زمان کلنگ‌زنی این پروژه، نام‌گذاری این فرودگاه موضوع بحث و مناقشه میان شهرستان‌های آباده و اقلید بوده است. 
با اینکه این فرودگاه از ابتدا برای شهرستان آباده طراحی و کد ایکائوی آن نیز به نام این شهرستان ثبت شده است، برخی از مسئولان و نمایندگان شهرستان اقلید معتقدند که با توجه به نزدیکی فرودگاه به شهر اقلید، نام آن باید به «فرودگاه اقلید» تغییر یابد. در اسناد بودجه‌ای، این فرودگاه با عنوان «فرودگاه شمال فارس (شهدای آباده)» ثبت شده است. اما برخی از مسئولان از نام‌های «فرودگاه شهدای شمال فارس» یا «فرودگاه شمال فارس» نیز استفاده می‌کنند.